# Chromoceen
Chromoceen is een metalloceen met als brutoformule Cr(η5-C5H5)2 en is ook bekend als bis(cyclopentadienyl)chroom of CrCp2. Chromoceen komt voor als donkerrode paramagnetische kristallen, die ontleden in water. Het is oplosbaar in apolaire oplosmiddelen.

## Structuur
Chromoceen behoort tot een groep van organometaalverbindingen die metallocenen genoemd worden. Het is structureel vergelijkbaar met ferroceen, maar volgt niet de 18-elektronenregel: chromoceen bevat slechts 16 elektronen, waardoor het paramagnetisch en zeer reactief is.

## Synthese
Chromoceen wordt bereid uit een reactie van cyclopentadienylnatrium en chroom(II)chloride in THF:
{\displaystyle \mathrm {2\ NaC_{5}H_{5}\ +\ CrCl_{2}\longrightarrow \ Cr(C_{5}H_{5})_{2}\ +\ 2\ NaCl} }

## Eigenschappen
Chromoceen is, zoals veel organometaalverbindingen, oxidatie- en hydrolysegevoelig, en ontleedt zeer makkelijk. Het sublimeert in vacuüm.